# جاك شابان دلماس
جاك شابان دلماس (بالفرنسية: Jacques Chaban-Delmas) (7 مارس 1915 في باريس - 10 نوفمبر 2000 في باريس) كان سياسي فرنسي.
درس جاك علم القانون والسياسة. بعد تخرجه من الدراسة عمل في الخدمة العسكرية وأصبح لوقت قصير صحفي. في عام 1941 اشتغل في وزارة الإنتاج الصناعي للنظام الفيشي. حكم منصب رئيس بلدية بوردو من عام 1947 إلى غاية عام 1995. انضم عام 1954 إلى حكومة بيار منديس فرانس كوزير للأشغال العمومية. مع تأسيس حزب الاتحاد من أجل جمهورية جديدة نجح جاك شابان كمرشح من جديد للجمعية الوطنية.

## روابط خارجية
- جاك شابان دلماس على موقع الموسوعة البريطانية (الإنجليزية)
- جاك شابان دلماس على موقع مونزينجر (الألمانية)
- جاك شابان دلماس على موقع ألو سيني (الفرنسية)
- جاك شابان دلماس عل موقع إسبنسكروم (الإنجليزية)
- جاك شابان دلماس على موقع رابطة محترفي التنس (الإنجليزية)
- جاك شابان دلماس على موقع الاتحاد الدولي لكرة المضرب (الإنجليزية)
- جاك شابان دلماس على موقع أرشيف التنس.كوم (الإنجليزية)